# Џоана Ламли
Џоана Ламли (енгл. Joanna Lumley; рођен у Сринагару, 1. маја 1946), енглеска је позоришна, филмска и ТВ глумица.
Глумачку каријеру започела је на британској телевизији средином 1960-их. Једно од њених првих појављивања на великом платну била је мања улога Бонд девојке у филму У тајној служби њеног величанства 1969. године. Након тога, Ламли је углавном глумила на телевизији у бројним телевизијским серијама. Почетком 1980-их, два пута се појавила у филмовима из серијала Пинк Пантер - Траг Пинк Пантера и Проклетство Пинк Пантера, потом и Вук са Вол стрита, поред многих филмова. Највећу популарност глумици стекла је њена улога Петси, Единине пријатељице, у популарној телевизијској серији Апсолутно фантастичне. Током емитовања серије од 1992. до 2005. године, глумица је два пута освојила награду БАФТА.